# Căldăraru
Căldăraru là một xã thuộc hạt Argeș, România. Dân số thời điểm năm 2002 là 3014 người.